# 二階堂亜樹
二階堂 亜樹（にかいどう あき、1981年11月15日 - ）は、競技麻雀のプロ雀士。神奈川県鎌倉市出身。日本プロ麻雀連盟所属（第15期生）、現在同団体内での段位は七段。EX風林火山所属。キャッチフレーズは「卓上の舞姫」。二階堂姉妹の妹で、姉は同じくプロ雀士の二階堂瑠美。姉妹でYouTuberもやっている。

## プロフィール
実家の家業が雀荘であったということもあり、幼い頃から麻雀に親しんでいた。
幼少期に両親が離婚。姉妹は父親の親戚に預けられた。中学3年生の頃、高校には進学せず雀荘を転々としていた。
姉妹共に、師は安藤満プロ。打ち筋においてはドラを非常に大切にすることでも知られ、「ドラは恋人」という名言を残す。
テレビ対局デビューとなった電影大王位決定戦では、「最年少女子プロ」のキャッチフレーズで脚光を浴びた。テレビや雑誌などへも出演し、数々の麻雀大会やイベントに出場している。麻雀オンラインゲーム『ロン2』では、最高200人の観戦者を集めた経験を持つ。
好きな役は混一色・清一色・メンタンピン、嫌いな役は七対子。
2005年に女流プロ雀士としての格とも言えるタイトルの1つでもある「プロクイーン」を獲得。テレビ対局では肝心な場面での勝負弱さから結果として3位となることが多かったために「永遠のブロンズコレクター」などと皮肉られるほどであったが、2006年にMONDO21の初タイトルである「モンド21王座」を、2016年（16-17シーズン）の第14回女流モンド杯では13回目の出場で女流モンド優勝を果たした。「麻雀バトルロイヤル2007」では麻雀格闘倶楽部チームの先鋒として出場し、ハコ割れの絶望的な状況になりながらも最後の南4局親番で粘りを見せて逆転トップとなった。
2007年から日本プロ麻雀連盟幹事に就任。2009年には鳳凰戦A2リーグ入りを果たす。しかし、残留の可能性が高かったにもかかわらず、最終節で欠場してB1に降格した。2011年のB1リーグで優勝し、再びA2に昇級している。
『近代麻雀オリジナル』（竹書房）2011年4月号より、亜樹が原案を担当した自伝的漫画『aki』（原作：花崎圭司、作画：大崎充）が連載された。2017年には『女流闘牌伝 aki-アキ-』(岡本夏美主演)のタイトルで映画化された。。
2013年4月5日に自身のブログにて、妊娠と入籍を発表した（この時点では相手は誰か明かさずに一般男性と入籍したと公表）。入籍は2月22日。同年のリーグ戦およびこれまで連続出場していたMONDO TVの女流モンド杯は産休のため欠場となった。同年8月20日には第一子女児を出産し、同年11月にMONDO TV・麻雀バトルロイヤル生放送スペシャルで復帰し、その放送内で長女の写真を公開した。その後、日本プロ麻雀連盟HP内の第138回プロ雀士インタビューにおいて、結婚相手が同団体の井出康平であることを公表した。
2018年、Mリーグ・EX風林火山から一位指名を受ける。
2019年6月17日、雑誌「フライデー」の報道を受け、井出康平との離婚を公表した。娘の親権は井出が持っている。
2023年2月14日のMリーグ第2試合南1局2本場にて四暗刻単騎待ちを魚谷侑未（セガサミーフェニックス）から和了った。しかし、試合は100点差で村上淳（赤坂ドリブンズ）の今シーズン初勝利となった。

## 人物
- 麻雀以外にもパチプロとしても活動している。『パチスロ必勝本』（辰巳出版）のギャルズパーティー一期生を皮切りに、パチンコ機の開発のアドバイザーとして活動する他、パチスロ雑誌に連載を持つ。
- 右耳が機能していないことをブログにて明かしている。
- 自分のことを「僕」と言っていたことがある。
- 相当な笑い上戸で本人も自覚しているよう。
- 漫画を読むのが趣味で小学生の時にはコンビニエンスストアで「エンジェル伝説」を立ち読みし、笑いすぎて呼吸困難になり倒れたこともある。

## 獲得タイトル
- モンド21王座 (第3回)
- 女流桜花 (第2期・第3期)
- プロクイーン (第3期)

## Mリーグ成績
| シーズン | チーム     | 半荘 | 個人スコア | 個人スコア | 個人スコア | 最高スコア | 最高スコア | 4着回避率 | 4着回避率 | 連対率 | トップ率 | 平均 着順 | 1着 | 1.5 | 2着 | 2.5 | 3着 | 3.5 | 4着 | 参照   |
| シーズン | チーム     | 半荘 | Pt         | 順位       | 平均       | 点         | 順位       | 率        | 順位      | 連対率 | トップ率 | 平均 着順 | 1着 | 1.5 | 2着 | 2.5 | 3着 | 3.5 | 4着 | 参照   |
| -------- | ---------- | ---- | ---------- | ---------- | ---------- | ---------- | ---------- | --------- | --------- | ------ | -------- | --------- | --- | --- | --- | --- | --- | --- | --- | ------ |
| 2018-19  | EX風林火山 | 24   | ▲49.0      | 12/21      | ▲2.0       | 43,500     | ――         | 0.88      | 2/21      | 50.0%  | 16.7%    | 2.46      | 4   | 0   | 8   | 0   | 9   | 0   | 3   | [ 5 ]  |
| 2019-20  | EX風林火山 | 20   | ▲286.4     | 28/29      | ▲14.3      | 44,700     | 27/29      | 0.6000    | 27T/29    | 35.0%  | 15.0%    | 2.90      | 3   | 0   | 4   | 0   | 5   | 0   | 8   | [ 6 ]  |
| 2020-21  | EX風林火山 | 28   | ▲37.5      | 17/30      | ▲1.3       | 50,300     | 22/30      | 0.7857    | 10/30     | 46.4%  | 21.4%    | 2.54      | 6   | 0   | 7   | 0   | 9   | 0   | 6   | [ 7 ]  |
| 2021-22  | EX風林火山 | 21   | 49.4       | 16/32      | 2.4        | 53,800     | 21/32      | 0.7619    | 13T/32    | 66.7%  | 19.0%    | 2.38      | 4   | 0   | 10  | 0   | 2   | 0   | 5   | [ 8 ]  |
| 2022-23  | EX風林火山 | 23   | 27.5       | 15/32      | 1.2        | 61,100     | 16/32      | 0.6957    | 25/32     | 52.2%  | 21.7%    | 2.57      | 5   | 0   | 7   | 0   | 4   | 0   | 7   | [ 9 ]  |
| 2023-24  | EX風林火山 | 23   | ▲123.6     | 27/36      | ▲5.4       | 58,800     | 21/36      | 0.7391    | 21/36     | 39.1%  | 17.4%    | 2.70      | 4   | 0   | 5   | 0   | 8   | 0   | 6   | [ 10 ] |
| 2024-25  | EX風林火山 | 28   | 37.9       | 19/36      | 1.4        | 54,800     | 23T/36     | 0.8214    | 12/36     | 50.0%  | 21.4%    | 2.46      | 6   | 0   | 8   | 0   | 9   | 0   | 5   | [ 11 ] |
| 通算     | 通算       | 167  | ▲381.7     | ▲381.7     | ▲2.3       | 61,100     | 61,100     | 76.0%     | 76.0%     | 48.5%  | 19.2%    | 2.56      | 32  | 0   | 49  | 0   | 46  | 0   | 40  |        |

- 個人賞は規定打荘数（20半荘）以上の選手が対象
- 着順の1.5、2.5、3.5は1着同着、2着同着、3着同着
- 2019年シーズンから最高スコアが表彰対象に

| シーズン               | チーム                 | 半荘                   | 個人スコア             | 個人スコア             | 最高スコア             | 4着回避率              | 連対率                 | トップ率               | 平着                   | 1着                    | 1.5                    | 2着                    | 2.5                    | 3着                    | 3.5                    | 4着                    |                        |
| シーズン               | チーム                 | 半荘                   | Pt                     | 平均                   | 最高スコア             | 4着回避率              | 連対率                 | トップ率               | 平着                   | 1着                    | 1.5                    | 2着                    | 2.5                    | 3着                    | 3.5                    | 4着                    |                        |
| セミファイナルシリーズ | セミファイナルシリーズ | セミファイナルシリーズ | セミファイナルシリーズ | セミファイナルシリーズ | セミファイナルシリーズ | セミファイナルシリーズ | セミファイナルシリーズ | セミファイナルシリーズ | セミファイナルシリーズ | セミファイナルシリーズ | セミファイナルシリーズ | セミファイナルシリーズ | セミファイナルシリーズ | セミファイナルシリーズ | セミファイナルシリーズ | セミファイナルシリーズ | セミファイナルシリーズ |
| ---------------------- | ---------------------- | ---------------------- | ---------------------- | ---------------------- | ---------------------- | ---------------------- | ---------------------- | ---------------------- | ---------------------- | ---------------------- | ---------------------- | ---------------------- | ---------------------- | ---------------------- | ---------------------- | ---------------------- | ---------------------- |
| 2020-21                | EX風林火山             | 4                      | 43.2                   | 10.8                   | 39,800                 | 100%                   | 50.0%                  | 25.0%                  | 2.25                   | 1                      | 0                      | 1                      | 0                      | 2                      | 0                      | 0                      |                        |
| 2021-22                | EX風林火山             | 5                      | 40.2                   | 8.0                    | 32,900                 | 80.0%                  | 80.0%                  | 20.0%                  | 2.20                   | 1                      | 0                      | 3                      | 0                      | 0                      | 0                      | 1                      |                        |
| 2022-23                | EX風林火山             | 5                      | ▲108.3                 | ▲21.7                  | 40,700                 | 60.0%                  | 40.0%                  | 0%                     | 3.00                   | 0                      | 0                      | 2                      | 0                      | 1                      | 0                      | 2                      |                        |
| 2023-24                | EX風林火山             | 6                      | 248.0                  | 41.3                   | 86,400                 | 100%                   | 66.7%                  | 66.7%                  | 1.67                   | 4                      | 0                      | 0                      | 0                      | 2                      | 0                      | 0                      |                        |
| セミファイナル通算     | セミファイナル通算     | 20                     | 223.1                  | 11.2                   | 86,400                 | 85.0%                  | 60.0%                  | 30.0%                  | 2.25                   | 6                      | 0                      | 6                      | 0                      | 5                      | 0                      | 3                      |                        |
| ファイナルシリーズ     |                        |                        |                        |                        |                        |                        |                        |                        |                        |                        |                        |                        |                        |                        |                        |                        |                        |
| 2018-19                | EX風林火山             | 7                      | ▲11.5                  | ▲1.6                   | 42,200                 | 71.4%                  | 42.9%                  | 28.6%                  | 2.57                   | 2                      | 0                      | 1                      | 0                      | 2                      | 0                      | 2                      |                        |
| 2020-21                | EX風林火山             | 1                      | ▲50.0                  | ▲50.0                  | 10,000                 | 0%                     | 0%                     | 0%                     | 4.00                   | 0                      | 0                      | 0                      | 0                      | 0                      | 0                      | 1                      |                        |
| 2022-23                | EX風林火山             | 3                      | ▲4.6                   | ▲1.5                   | 40,600                 | 66.7%                  | 66.7%                  | 33.3%                  | 2.33                   | 1                      | 0                      | 1                      | 0                      | 0                      | 0                      | 1                      |                        |
| 2023-24                | EX風林火山             | 4                      | ▲11.6                  | ▲2.9                   | 57,100                 | 50.0%                  | 50.0%                  | 25.0%                  | 2.75                   | 1                      | 0                      | 1                      | 0                      | 0                      | 0                      | 2                      |                        |
| ファイナル通算         | ファイナル通算         | 15                     | ▲77.7                  | ▲5.2                   | 57,100                 | 60.0%                  | 46.7%                  | 26.7%                  | 2.67                   | 4                      | 0                      | 3                      | 0                      | 2                      | 0                      | 6                      |                        |
| ポストシーズン通算     | ポストシーズン通算     | 35                     | 145.4                  | 4.2                    | 86,400                 | 74.3%                  | 54.3%                  | 28.6%                  | 2.43                   | 10                     | 0                      | 9                      | 0                      | 7                      | 0                      | 9                      |                        |

## 作品

### 一般DVD
- プロ麻雀リーグ 女流雀士編（2005年3月30日、エイベックス）
- プロ麻雀リーグ プロが選ぶ一局編（2005年3月30日、エイベックス）
- プロ麻雀リーグ 役満編（2005年3月30日、エイベックス）
- 麻雀脳 アイドリング!!!1号・加藤沙耶香 編（2009年5月22日、竹書房）
- 麻雀プロリーグ 至高の一局（2015年12月2日、AMGエンタテイメント）- 解説

## 出演

### 映画
- 女流闘牌伝 aki -アキ- （2017年6月3日、AMGエンタテインメント）監督:中村祐太郎 ※二階堂亜樹の自伝的漫画を岡本夏美主演で実写映画化[12]

### テレビ
- タモリ倶楽部 二階堂姉妹に挑戦！われめDEスッポンポン（2000年2月8日、テレビ朝日）
- モンド麻雀プロリーグ（MONDO TV）
- レディースバトル〜二階堂が挑戦〜（パチンコ★パチスロTV!）
- 麻雀脳（フジテレビNEXT）
- パチンコ激闘伝!実戦守山塾（MONDO TV）
- ライターX 第47回 - 第19回（ジャンバリ.TV）
- 天空麻雀（エンタメ〜テレ）
- 麻雀ミステリーツアー（2012年9月1日、MONDO TV）
- 女流雀士 プロアマNo.1決定戦 てんパイクイーン（2016年 - 、テレ朝チャンネル2）シーズン2 - 9

### ゲーム
- 桃色大戦ぱいろん（ナズナ）

### 漫画
- aki［アキ］（近代麻雀コミックス（竹書房）／花崎圭司 - 原作／大崎充 - 作画／二階堂亜樹 - 監修）
  - 第1巻 - 2011/11/25
  - 第2巻 - 2012/10/17

## 著書
- 二階堂姉妹の麻雀入門  (共著 二階堂瑠美) (2005年7月 日本文芸社) ISBN 978-4537203899
- 明日は、今日より強くなる 女流プロ雀士 二階堂姉妹の流儀  (共著 二階堂瑠美) (2016年5月 KADOKAWA) ISBN 978-4046015259
- 二階堂亜樹の勝てる麻雀の基本 (2016年6月 マイナビ出版) ISBN 978-4839960094
- 二階堂亜樹の勝てる麻雀 守りの基本 (2016年12月 マイナビ出版) ISBN 978-4839961602
- 麻雀を始めたい人のために (監修) (2017年4月 成美堂出版) ISBN 978-4415322698
- 誰でもすぐ上達! 二階堂亜樹のひと目の何切る (2017年7月 マイナビ出版) ISBN 978-4839963774